# Etāwa
Etāwa är en ort i Indien.   Den ligger i distriktet Sāgar och delstaten Madhya Pradesh, i den centrala delen av landet, 500 km söder om huvudstaden New Delhi. Etāwa ligger 414 meter över havet och antalet invånare är 55 185.
Terrängen runt Etāwa är mycket platt. Runt Etāwa är det ganska tätbefolkat, med 192 invånare per kvadratkilometer. Etāwa är det största samhället i trakten. Trakten runt Etāwa består till största delen av jordbruksmark.